# Euxoga caudatula
Euxoga caudatula är en fjärilsart som beskrevs av William Schaus 1921. Euxoga caudatula ingår i släktet Euxoga och familjen tandspinnare. Inga underarter finns listade i Catalogue of Life.